# Mena Schemm-Gregory
Mena Schemm-Gregory (* 11. November 1976 in Plettenberg; † 8. Juli 2013 in Coimbra) war eine deutsche Paläontologin. Sie war auf die Erforschung paläozoischer und mesozoischer Brachiopoden spezialisiert.

## Leben
Mena Schremm-Gregory studierte nach dem Abitur am St. Ursula-Gymnasium in Attendorn ab 1996 Geologie und Paläontologie sowie italienische (2001–2004) und spanische und portugiesische Philologie (2000–2004) an der Philipps-Universität Marburg.
Während ihres Studiums arbeitete sie bereits seit 2002 am Forschungsinstitut Senckenberg im Bereich der Paläozoologie. Im Jahr 2004 legte sie in Marburg die Diplomarbeit über unterdevonische Spiriferiden im Rheinischen Schiefergebirge vor.
Nahtlos schlossen sich ein DFG-finanziertes Promotionsstudium über Morphologie, Phylogenese, Taxonomie und Paläogeographie devonischer Spiriferen an, das sie 2009 an der Johann Wolfgang Goethe-Universität Frankfurt am Main  abschloss. Bereits während der Promotion lehrte sie 2007 Historische Geologie an der State University of New York at New Paltz (SUNY New Paltz). Im Jahr 2008 arbeitete sie am Museum of Comparative Zoology der Harvard-Universität, Cambridge.
Ihre Forschungsschwerpunkte lagen im Bereich der Brachiopodenforschung. Sie gilt als die Wegbereiterin der 3D-Visualisierung der Innenstruktur paläozoischer und mesozoischer Brachiopoden.
Nach der Promotion verließ Mena Schemm-Gregory das Senckenberg-Institut und begann einen Forschungsaufenthalt am Smithsonian Tropical Research Institute in Panama. Anschließend war sie Post-Doktorandin an der Universidade de Coimbra und der Universität von Trás-os-Montes e Alto Douro in Portugal.
Die acht Sprachen sprechende Wissenschaftlerin publizierte in großem Umfang und beschrieb zahlreiche neue Brachiopodenarten. Trotz ihrer kurzen wissenschaftlichen Laufbahn wurde sie mit internationalen Preisen geehrt, war selber Reviewerin anerkannter paläontologischer Zeitschriften. Mena Schremm-Gregory war darüber hinaus korrespondierendes Mitglied der internationalen Devon-Stratigrafie-Kommission. Unter ihren Fachkollegen galt sie als die Königin der Brachiopoden.
Die wissenschaftlichen Arbeiten von Schemm-Gregory wurden immer wieder durch eine seit der Jugend auftretenden Stoffwechselkrankheit unterbrochen, an deren Folgen sie am 8. Juli 2013 starb.

## Auszeichnungen
- 2007 Learner Grey Award des American Museum of Natural History
- 2007 Charles Schuchert o. Dunbar Award des Peabody-Museums of Natural History der Yale University[5]
- 2008 Charles Schuchert and Charles o. Dunbar Award des Peabody-Museums der Yale-Universität

## Mitgliedschaften und Reviews
Mena Schemm-Gregory war Mitglied der Paläontologischen Gesellschaft, der Palaeontological Association, der Paleontological Society, des Nassauischen Vereins für Naturkunde, der Sociedad Española de Paleontología sowie als Reviewerin in zahlreichen wissenschaftlichen Zeitschriften, wie der Paläontologischen Zeitschrift, den Memoires of the Association of Australasian Palaeontologists, dem Bulletin of Geosciences, der GeoArabia, der Acta Palaeontologica Polonica und des Cretaceous Research.

## Publikationen (Auswahl)
- Die Spiriferidenfauna des Emsquarzits (Unter-Devon, Rheinisches Schiefergebirge), Diplomarbeit Marburg 2004.
- Phylogeny, taxonomy and palaeobiogeography of delthyridoid Spiriferids (Brachiopoda, Silurian to Devonian),  Dissertation Johann Wolfgang von Goethe-Universität Frankfurt/M. 2009.
- Revision of Devonian Brachiopods from Devon. Palaeontographical Society Research Fund Reports, Newsletter of the Palaeontographical Society, 27,  London 2011.
- The howellellid branches within the delthyridoid spiriferids (Brachiopoda, Silurian to Devonian). In: Shi, G.R., Weldon, E.A., Percival, I.G., Pierson, R.R. & Laurie, J.R. (Hrsg.): Brachiopods: extant and extinct.  Proceedings of the Sixth International Brachiopod Congress, 1–5 February, 2010, Melbourne, Australia. Memoirs of the Association of Australasian Palaeontologists, 41, Melbourne 2011, S. 115–128.
- On the genus Quiringites Struve, 1992 (Brachiopoda, Middle Devonian).  Bulletin of the Peabody Museum of Natural History, 50 (1), 2009, S. 3–20.
- mit  Henriques, M.H.: Catalogue of the Krantz Brachiopod Collection at the Science Museum of the University of Coimbra (Portugal).  Zootaxa, 3677 (1), 2013, S. 1–173.
- mit Henriques, M.H.: The Devonian Brachiopod collections of Portugal – a paleontological heritage.  Geoheritage, 5, 2013, S. 107–122.
- mit  Henriques, M.H.: New insights of exceptional preserved Nannirhynchia pygmaea (Morris in Davidson & Morris, 1847) from the Lusitanian Basin (Lower Jurassic), Portugal.   Fossil Record 15 (2), 2012, S. 77–83.
- mit Zambito, J.J.:  Revised Taxonomy and interpretation of Life Position for the Brachiopod gensu Ambocoelia in the Middle and Late Devonian Northern Appalachian Basin (USA).  Journal of Paleontology, 87 (2), 2013, S. 277–288.
- mit Feldman, H.R., M.,  Ahmad, F. & Wilson, M.A.: Rhynchonellide Brachiopods from the Jordan Valley.  Acta Palaeontologica Polonica, 57 (1), 2012, S. 191–204
- mit Kiessling, W., Aberhan, M., Kumar Pandey, D., & Mewis, H.: Marine benthic invertebrates from the Upper Jurassic of northern Ethiopia and their biogeographic affinities. Journal of Asian Earth Sciences, 59, 2011, S. 195–214.
- mit Harper, D.A.T., Alvarez, F., Boucot, A.J., Williams, A., Wright, T.: Tropidoleptida (Brachiopoda): Devonian hopeful monsters or misplaced orphans. Special Papers in Palaeontology, 84, 2010, S. 119–136.
- mit  Jansen, U.: New implications on the Upper Givetian “Stringocephalus Bed” in Central Nevada (Brachiopoda, Middle Devonian). Palaeontographica Americana, 63, 2009, S. 157–165.
- mit Jansen, U. & Chen Xiuqin: Comparison of some spiriferid brachiopods from the Lower Devonian of South China and Europe.  Fossils and Strata, 54, 2008, S. 99–104.
- mit Klug, C., Kröger, B., Rücklin, M., Korn, D., de Baets, K., & Mapes, R.H.: Composition and Ecology of two Early Emsian Faunules from the Tafilalt, (Devonian, Morocco) containing diverse molluscs, the first coiled ammonoids, edrioasteroids, and machaerids. Palaeontographica Abt. A, 283 (4–6), 2008, S. 83–176.
- mit Jansen, U., Lazreq, N., Plodowski, G., Schindler, E. & Weddige, K.: Neritic-pelagic correlation in the Lower and basal Middle Devonian of the Dra Valley (S Anti-Atlas, Moroccan Pre-Sahara). Geological Society, Special Publications, 278, 2007, S. 9–37.
- mit  Jansen, U.: Annotations to the Devonian Correlation Table, B 124 di 06: Brachiopod biostratigraphy in the Lower Devonian of the Rheinisches Schiefergebirge (Germany) based on the phylogeny of Arduspirifer (Delthyridoidea, Brachiopoda). Senckenbergiana lethaea, 86, 2006, S. 113–116.
- mit  Jansen, U.: Phylogeny of Arduspirifer. In: K. Weddige (Hrsg.): Devonian Correlation Table. Ergänzungen 1998.  Senckenbergiana lethaea, 86, 2006, S. 121.

## Erstbeschreibungen von Brachiopoden und Fossilvorkommen (Auswahl)
- New interpretations of the phylogeny of delthyridoid spiriferids (Brachiopoda, Lower and Middle Devonian).  Bulletin of Geosciences, 83 (4), 2008, S. 401–448.
- A new delthyridoid spiriferid genus from the Dra Valley, Morocco, and its phylogenetic affinities (Brachiopoda, Lower Devonian).  Paläontologische Zeitschrift, 82 (4), 2008, S. 385–401.
- A new terebratulid brachiopod species from the Siegenian (middle Lower Devonian) of the Dra Valley, Morocco.  Palaeontology, 51 (4), 2008, S. 793–806.
- A new species of Filispirifer (Brachiopoda: Delthyridoidea) from the Dra Valley, Morocco (Lower Devonian).  Zootaxa, 1739, 2008, S. 53–68.
- Frequentispirifer, a new spiriferid genus and its phylogenetic position within the Delthyridoidea (Brachiopoda, Lower Devonian).  Neues Jahrbuch für Geologie und Paläontologie – Abhandlungen, 251 (1), 2009, S. 53–70.
- Lusitanispirifer lusitanensis n. gen. et sp. – A new delthyridoid spirifer and its palaeogeographical implications for the Dornes Syncline (LowerDevonian, Portugal).   Bollettino della Società Paleontologica Italiana, 50 (2), 2011, S. 85–94.
- Intermedites Struve, 1995 (Brachiopoda, Middle Devonian) – Discovery of a South Chinese immigrant.  Acta Palaeontologica Sinica, 49(4), 2010, S. 425–438.
- Leonispirifer leonensis gen. et sp. nov., a rare new delthyridoid spirifer from northern Spain (Brachiopoda, Lower Devonian). Paläontologische Zeitschrift, 84, 2010, S. 345–364.
- A new species of Neopaulinella (Brachiopoda, Terebratulida) from the Eastern Iberian Chains, Spain (Lower Devonian.  Bulletin of Geosciences, 86 (2), 2011, S. 227–240.
- A new species of Cyrtospirifer (Brachiopoda) from the Middle Devonian of the Western Sahara (Northwest Africa).  Rivista Italiana die Paleontologia e Stratigrafia, 117(1),  2011, S. 3–13.
- mit  Jansen, U.: A new genus of terebratulid brachiopod from the Siegenian of the Rheinisches Schiefergebirge.  Acta Palaeontologica Polonica, 52 (2), 2007, S. 413–422.
- mit Jansen, U.: First report of the stringocephalid genus Paracrothyris (Brachiopoda, Middle Devonian) from North Africa.  Bulletin of Geosciences, 83 (2), 2008, S. 169–173.
- Rojas-Briceño, A., Patarroyo, P. & Jaramillo, C.: First report of Hadrosia Cooper, 1983 in South America and its biostratigraphical and paleobiogeographical implications.  Cretaceous Research, 34, 2012, S. 257–267.
- Franchi, F. & Klug, C.: A new species of Ivdelinia Andronov, 1961 and its palaeoecologial and palaeobiogeographical implications (Morocco, Givetian). Bulletin of Geosciences, 87 (1), 2012, S. 1–11.